# Circolo Sportivo Ruentes 1931-1932
Questa pagina raccoglie i dati riguardanti il Circolo Sportivo Ruentes nelle competizioni ufficiali della stagione 1931-1932.

## Rosa
| N. |                   | Ruolo | Calciatore        |
| -- | ----------------- | ----- | ----------------- |
|    | Italia (bandiera) | C     | Luigi Arata       |
|    | Italia (bandiera) | D     | Alfredo Balbi     |
|    | Italia (bandiera) | D     | Angelo Canessa    |
|    | Italia (bandiera) | A     | Co                |
|    | Italia (bandiera) | C     | Renato Cappellini |
|    | Italia (bandiera) | A     | Finesci           |

| N. |                   | Ruolo | Calciatore      |
| -- | ----------------- | ----- | --------------- |
|    | Italia (bandiera) | C     | Amato Gastaldi  |
|    | Italia (bandiera) | P     | Moretti         |
|    | Italia (bandiera) | D     | Oliva           |
|    | Italia (bandiera) | C     | Mario Peregallo |
|    | Italia (bandiera) | D     | Scappini        |